# El Emir Abdelkader
El Emir Abdelkader è un comune dell'Algeria, situato nella provincia di ʿAyn Temūshent.

## Geografia fisica
Il Oued Tafna, lungo 170 km, caratterizzato da un vasto bacino idrografico, attraversa il territorio comunale.